# Scribble
«Scribble» es una canción de la banda inglesa Underworld. Fue el lanzado el 13 de mayo de 2010 como sencillo adelanto de su octavo álbum de estudio, titulado Barking. El track está coproducido por Lincoln Barrett, que no es otro que el productor de drum and bass, conocido como High Contrast. El video musical fue dirigido por Toby Vogel.

## Listado de canciones
| Descarga digital |                           |          |  |
| N.º              | Título                    | Duración |  |
| 1.               | «Scribble» (Radio Edit)   | 3:50     |  |
| 2.               | «Scribble» (LP Version)   | 7:06     |  |
| 3.               | «Scribble» (Instrumental) | 6:42     |  |
| 4.               | «Scribble» (Netsky Remix) | 6:21     |  |

## Posicionamiento en listas
| Lista (2010)                 | Mejor posición |
| ---------------------------- | -------------- |
| Japón (Japan Hot 100)        | 97             |
| Reino Unido (UK Dance Chart) | 32             |